# 印度嗜眼吸虫
印度嗜眼吸虫（学名：Philophthalmus indicus）为嗜眼科嗜眼属的动物。分布于印度以及中国大陆的广东等地，营寄生生活，终末宿主红嘴鸥、鸭以及寄生在眼结膜囊内。